# Oghuz
Gli Oghuz (anche Ghuzz, Guozz, Kuz, Oguz, Oğuz, Okuz, Oufoi, Ouz, Torks, Uguz, Uğuz, Uguz e Uz) erano una confederazione di tribù dei Turchi dell'Asia Centrale, tutte appartenenti al gruppo sud-occidentale delle lingue turche. Dichiaravano di discendere dal mitico Oghuz Khan.

## Storia
Nella seconda metà dell'VIII secolo gli Oghuz entrarono in conflitto con il ramo Karluk di un'altra tribù turca, gli Uiguri, per il controllo della regione dello Zhetysu. Gli Oghuz, sconfitti, si spostarono verso il Mar Caspio, mentre gli Uiguri si volsero a oriente, stringendo relazioni con i Cinesi.
Gli Oghuz passarono nel IX secolo attraverso le steppe siberiane fino ad arrivare in Transoxiana, la parte occidentale del Turkestan, dove presero il posto dei Peceneghi e dei Kangarli stanziati nei pressi del fiume Ural, nella regione dell'Emba, costringendoli o a migrare a nord del Mar Nero oppure a unirsi a loro. Nel X secolo gli Oghuz erano stanziati nell'odierno Kazakistan, dove fondarono uno Stato governato da uno yagbu, con capitale Yangikent e da lì penetrarono anche nel sud della Russia e nelle terre bulgare del Volga. Fu in quel periodo che un clan della confederazione, i seguaci del condottiero Seljuk (i Selgiuchidi), si spostò verso il Khorasan e si convertì all'Islam, conquistando poi la Persia nell'XI secolo e fondandovi l'impero selgiuchide.

## Dinastie fondate dai turchi Oghuz

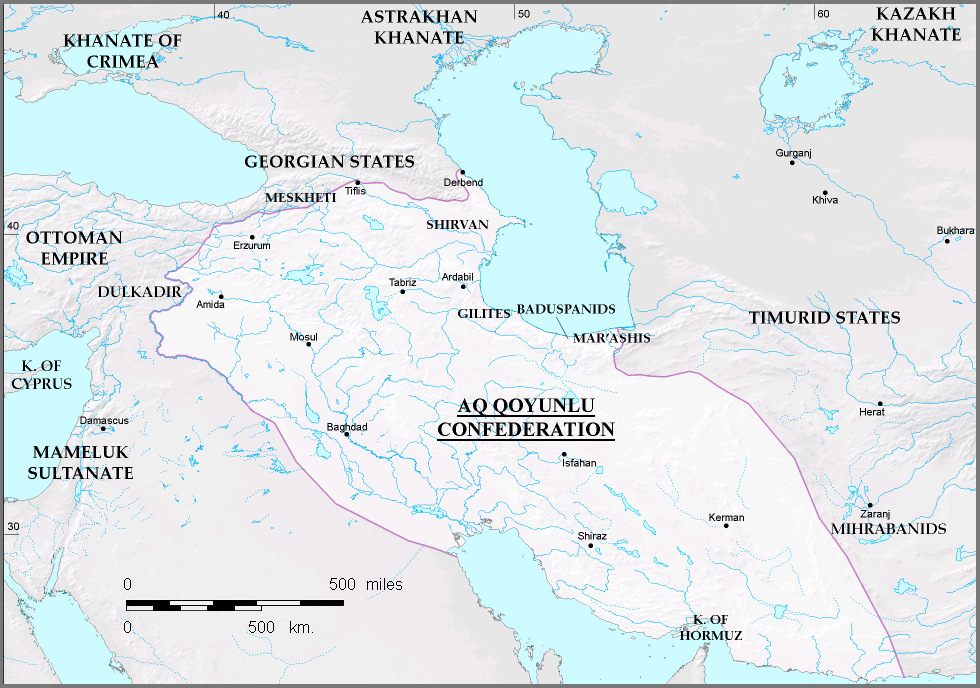
La confederazione Ak Koyunlu nel 1478.

- Ak Koyunlu
- Kara Koyunlu
- Ottomani
- Afsharidi
- Qajar
- Artuqidi
- Safavidi